# James Gaffigan
James Gaffigan (* 1979 in New York City) ist ein US-amerikanischer Dirigent.

## Leben
James Gaffigan besuchte das New England Conservatory of Music und die Shepherd School of Music der Rice University in Houston. Dort erwarb er seinen Abschluss als Dirigent. Darüber hinaus studierte er an der American Academy of Conducting des Aspen Music Festival and School und war Conducting Fellow beim Music Center in Tanglewood.
Zunächst war er von 2003 bis 2006 als Assistent von Franz Welser-Möst beim Cleveland Orchestra. 2004 gewann er den internationalen Dirigentenwettbewerb Sir Georg Solti. Von 2009 bis 2012 war er als Dirigent beim San Francisco Symphony Orchestra tätig, wo er als Assistent von Michael Tilson Thomas wirkte.
2010 wurde er zum Chefdirigenten des Luzerner Sinfonieorchesters ernannt und trat diese Position 2011 an. Er erweiterte das Repertoire und baute mit Tourneen in Europa, Asien, Südamerika und den USA den internationalen Stellenwert des Orchesters aus. Seit 2011 ist er außerdem ständiger Gastdirigent beim niederländischen Radio Filharmonisch Orkest, seit Februar 2021 Erster Gastdirigent beim norwegischen Trondheim Symphony Orchestra. Zum Beginn der Spielzeit 2023/24 wurde er Generalmusikdirektor der Komischen Oper Berlin.
James Gaffigan lebt in Luzern.